# Eredivisie i fotboll för damer
Eredivisie i fotboll för damer är  Nederländernas högsta division i fotboll för damer. Serien innehöll säsongen 2017/2018 nio lag. Inför säsongen 2012/2013 upphörde serien att spelas, och i stället skapade Belgien och Nederländerna sin gemensamma damliga Women's Bene League. Sedan säsongen 2015/2016 har ligan dock återupptagits, och de holländska och belgiska klubbarna spelar återigen i varsin liga.

## Mästare
| Säsong    | Etta         | Tvåa          | Trea            | Källor       |
| --------- | ------------ | ------------- | --------------- | ------------ |
| 2007/2008 | AZ Alkmaar   | Willem II     | FC Utrecht      | [ 3 ]        |
| 2008/2009 | AZ Alkmaar   | ADO Den Haag  | Willem II       | [ 4 ]        |
| 2009/2010 | AZ Alkmaar   | ADO Den Haag  | Willem II       | [ 5 ] [ 6 ]  |
| 2010/2011 | FC Twente    | ADO Den Haag  | AZ Alkmaar      | [ 7 ] [ 8 ]  |
| 2011/2012 | ADO Den Haag | FC Twente     | Telstar         | [ 9 ] [ 10 ] |
| 2015/2016 | FC Twente    | AFC Ajax      | PSV Eindhoven   | [ 2 ]        |
| 2016/2017 | AFC Ajax     | FC Twente     | PSV Eindhoven   | [ 11 ]       |
| 2017/2018 | AFC Ajax     | FC Twente     | SC Heerenveen   |              |
| 2018/2019 | FC Twente    | AFC Ajax      | PSV Eindhoven   |              |
| 2019/2020 | Avbruten     | Avbruten      | Avbruten        |              |
| 2020/2021 | FC Twente    | PSV Eindhoven | AFC Ajax        |              |
| 2021/2022 | FC Twente    | AFC Ajax      | PSV Eindhoven   |              |
| 2022/2023 | AFC Ajax     | FC Twente     | Fortuna Sittard |              |
| 2023/2024 | FC Twente    | AFC Ajax      | PSV Eindhoven   |              |

### Antal titlar
| Klubb     | Nr |
| --------- | -- |
| FC Twente | 9  |

### Skytteligan

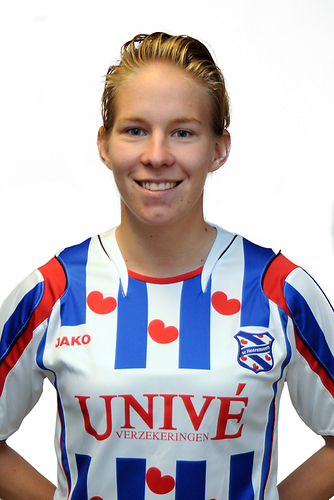
Topscorer 2008-09 & 2009-10 Sylvia Smit
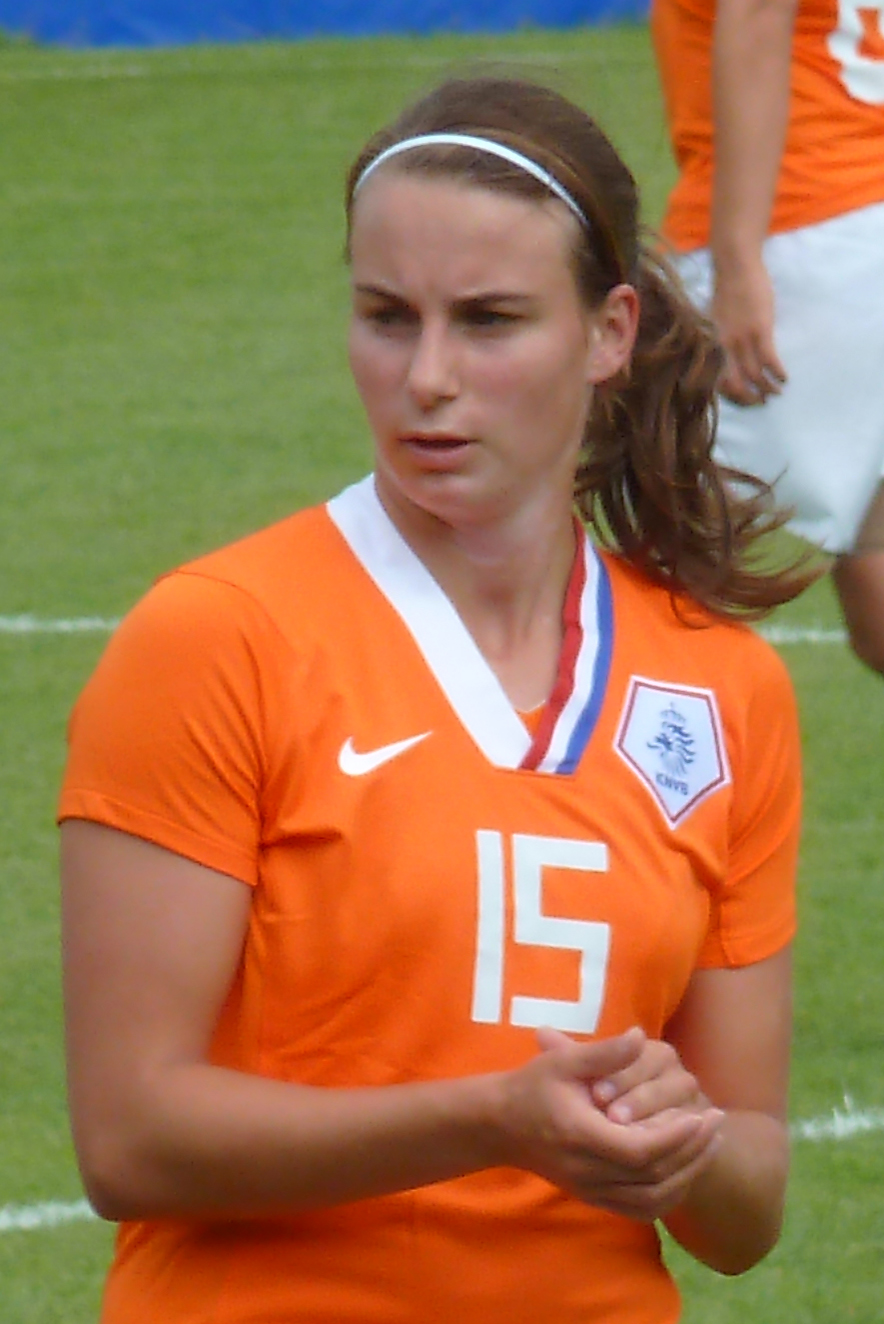
Renate Jansen

| Säsong    | Skyttedrottning               | Mål | Klubb            |
| --------- | ----------------------------- | --- | ---------------- |
| 2007/2008 | Karin Stevens                 | 20  | Willem II        |
| 2008/2009 | Sylvia Smit                   | 14  | SC Heerenveen    |
| 2009/2010 | Sylvia Smit Chantal de Ridder | 11  | SC Heerenveen AZ |
| 2010/2011 | Chantal de Ridder             | 19  | AZ Alkmaar       |
| 2011/2012 | Sylvia Smit Priscilla de Vos  | 16  | Telstar          |
| 2015/2016 | Jill Roord                    | 20  | FC Twente        |
| 2016/2017 | Katja Snoeijs                 | 21  | Telstar          |
| 2017/2018 | Katja Snoeijs                 | 25  | VV Alkmaar       |
| 2018/2019 | Nederländerna                 |     |                  |
| 2019/2020 | Joëlle Smits                  | 16  | PSV Eindhoven    |
| 2020/2021 | Joëlle Smits                  | 23  | PSV Eindhoven    |
| 2021/2022 | Fenna Kalma                   | 33  | FC Twente        |

* Senast uppdaterad 2022
- Topscorer
2008-09 & 2009-10
Sylvia Smit
- Renate Jansen

### Fotnoter
1. ↑  ”Bondsbestuur stemt in met uitwerking women’s BeNe league” (på nederländska). KNVB. 13 februari 2012. Arkiverad från originalet den 22 februari 2012. https://web.archive.org/web/20120222121025/http://www.knvb.nl/nieuws/20002/bondsbestuur-stemt-met-uitwerking-women%E2%80%99s-bene-league. Läst 8 maj 2012.
2. 1 2  ”Summary - Eredivisie Women - Netherlands - Results, fixtures, tables and news - Women Soccerway” (på engelska). us.women.soccerway.com. http://us.women.soccerway.com/national/netherlands/vrouwen-eredivisie/20152016/regular-season/r32262/. Läst 2 september 2017.
3. ↑  ”Voetbal - AZ kampioen Eredivisie vrouwen”. regiosportplaza.nl. 21 maj 2008. http://www.regiosportplaza.nl/nieuws.php?nieuws_id=9574. Läst 27 oktober 2010.[död länk]
4. ↑  ”Willem II-vrouwen geen kampioen”. Brabantsdagblad. 28 maj 2009. http://www.brabantsdagblad.nl/sport/amateurvoetbal_vrere/5038532/Willem-IIvrouwen-geen-kampioen.ece. Läst 27 oktober 2010.
5. ↑  ”Vrouwen AZ kampioen na ruime zege”. NOS. 12 maj 2010. http://nos.nl/artikel/157012-vrouwen-az-kampioen-na-ruime-zege.html. Läst 27 oktober 2010.
6. ↑  ”AZ drievoudig LANDSKAMPIOEN”. vrouwenvoetbalnederland.nl. 12 maj 2010. Arkiverad från originalet den 24 juli 2011. https://web.archive.org/web/20110724172606/http://www.vrouwenvoetbalnederland.nl/joomla/index.php?option=com_content&task=view&id=5561&Itemid=2. Läst 27 oktober 2010.
7. ↑  ”Dames FC Twente in stijl naar titel”. RTV Oost. 12 maj 2011. Arkiverad från originalet den 20 juli 2011. https://web.archive.org/web/20110720012849/http://www.rtvoost.nl/sport/default.aspx?nid=125373. Läst 13 maj 2011.
8. ↑  ”Voetbalsters FC Twente kampioen”. Volkskrant. 12 maj 2011. http://www.volkskrant.nl/vk/nl/2698/Sport/article/detail/2427974/2011/05/12/Voetbalsters-FC-Twente-kampioen.dhtml. Läst 13 maj 2011.
9. ↑  ”ADO vrouwen 'eindelijk' kampioen” (på nederländska). KNVB. 27 april 2012. Arkiverad från originalet den 14 december 2013. https://web.archive.org/web/20131214161444/http://www.knvb.nl/nieuws/21964/vrouwen-ado-den-haag-kampioen. Läst 30 april 2012.
10. ↑  ”Vrouwen ADO DH kampioen op Ladies Day!” (på nederländska). ADO Den Haag. 27 april 2012. Arkiverad från originalet den 13 december 2013. https://web.archive.org/web/20131213051844/http://adodenhaag.nl/voetbal/wedstrijdverslagen/wedstrijdverslagen-vrouwen/news/detail/6775_games. Läst 30 april 2012.
11. ↑  ”Summary - Eredivisie Women - Netherlands - Results, fixtures, tables and news - Women Soccerway” (på engelska). us.women.soccerway.com. http://us.women.soccerway.com/national/netherlands/vrouwen-eredivisie/20162017/regular-season/r36558/. Läst 2 september 2017.